# Richmond (Kentucky)
Richmond es una ciudad ubicada en el condado de Madison en el estado estadounidense de Kentucky. En el Censo de 2010 tenía una población de 31 364 habitantes y una densidad poblacional de 524,34 personas por km².

## Geografía
Richmond se encuentra ubicada en las coordenadas 37°43′16″N 84°17′28″O / 37.72111, -84.29111. Según la Oficina del Censo de los Estados Unidos, Richmond tiene una superficie total de 59.82 km², de la cual 59.07 km² corresponden a tierra firme y (1.25%) 0.75 km² es agua.

## Demografía
Según el censo de 2010, había 31364 personas residiendo en Richmond. La densidad de población era de 524,34 hab./km². De los 31364 habitantes, Richmond estaba compuesto por el 86.84% blancos, el 8.04% eran afroamericanos, el 0.27% eran amerindios, el 1.19% eran asiáticos, el 0.05% eran isleños del Pacífico, el 1.15% eran de otras razas y el 2.46% pertenecían a dos o más razas. Del total de la población el 2.74% eran hispanos o latinos de cualquier raza.